# Salir de noche (telenovela)
Salir de noche es una telenovela cubana escrita por Euridice Charadan y Osvaldo Huerta y que se estrenó en el año 2002 por Cubavisión y en 2017 se retransmite por Cubavisión Internacional.

## Sinopsis
La Habana, finales del siglo XX o principios del XXI, María Antonieta es la directora de la casa de modas Sutil', la cual maneja con puño de hierro, algo que también intenta hacer con la vida de su hermano Ernesto, un joven pintor que aun no encuentra su verdadero camino en el mundo de las artes plásticas. De otro lado, Adriana, tras graduarse como diseñadora vegeta en su hogar, pues su esposo Lázaro se niega a que trabaje. Su amiga Yeni, modelo de Sutil, la convencerá de que asista a un curso que impartirá Jorge, el diseñador principal de esta casa de modas. Adriana conocerá en la casa Sutil a Ernesto y se iniciará un romance entorpecido por las maquinaciones de María Antonieta y los celos de Lázaro.

## Elenco
- Eliécer Prince es Roberto
- Sheila Roche es Adriana
- Abel Rodríguez Ramírez es Ernesto[1]
- Alfredo Alonso es Mauricio, fotógrafo de moda, amigo de Ernesto.
- Nancy González es María Antonieta
- Luisa María Jiménez es Yeni (Juana María), la mejor amiga de Adriana
- Erwin Fernández Collado es Lázaro
- Jorge Ferdecaz es Bienvenido, hijo de María Antonieta
- Paula Alí es Francisca Carvajal
- Jorge Alí es "El papa"
- Mariela Bejerano es Marlén
- Blanca Rosa Blanco es Alejandrina, la secretaria de María Antonieta[2]
- Natacha Díaz madre de Yeni
- Fernando Hechavarría es Jorge
- Rubén Breñas es Gutiérrez
- Coralita Veloz es Nelia, esposa de Gutiérrez y madre de Camila
- Raúl Pomares es Ñico
- Edith Massola es Maritere
- Jorge Lavoy es "Chuly", el hijo de "El papa"
- Corina Mestre es Teresita, la madre de Maritere
- Frank Artola es  Roberto
- Tania Curbelo es Gardenia
- Elvira Cruz
- Yoandra Suárez es Camila, hija de Nelia y Gutiérrez y mode lo de la casa Sutil
- Cholito
- María de los Ángeles Santana
- Carlos Ever Fonseca
- Patricio Wood es Walter

## Premios
- Eliécer Prince Premio mejor modelo del año
- Nancy González Premio Caricato de la UNEAC 2003 de actuación protagónica[3][4]